# 博·库尔贝里
安德斯·博·库尔贝里（瑞典語：Anders Boo Kullberg，1889年5月23日—1962年4月5日），瑞典男子体操运动员。他曾获得1912年夏季奥运会体操比赛男子团体瑞典式金牌。他于1962年在斯德哥尔摩去世。